# 1917 no cinema

## Principais filmes estreados
- Cleopatra, de J. Gordon Edwards, com Theda Bara
- Das fidele Gefängnis, de Ernst Lubitsch, com Emil Jannings
- Furcht, de Robert Wiene, com Conrad Veidt
- Iracema, de Vittorio Capellaro, com Iracema de Alencar
- O Kaiser, de Seth
- The Little Princess, de Marshall Neilan, com Mary Pickford
- A Modern Musketeer, de Allan Dwan, com Douglas Fairbanks
- The Narrow Trail, de e com William S. Hart
- The Poor Little Rich Girl, de Maurice Tourneur, com Mary Pickford
- Rebecca of Sunnybrook Farm, de Marshall Neilan, com Mary Pickford
- A Romance of the Redwoods, de Cecil B. DeMille, com Mary Pickford
- The Silent Man, de e com William S. Hart
- Terje Vigen, de e com Victor Sjöström
- Thomas Graals bästa film, de Mauritz Stiller, com Victor Sjöström
- Wild and Woolly, de John Emerson, com Douglas Fairbanks

## Nascimentos

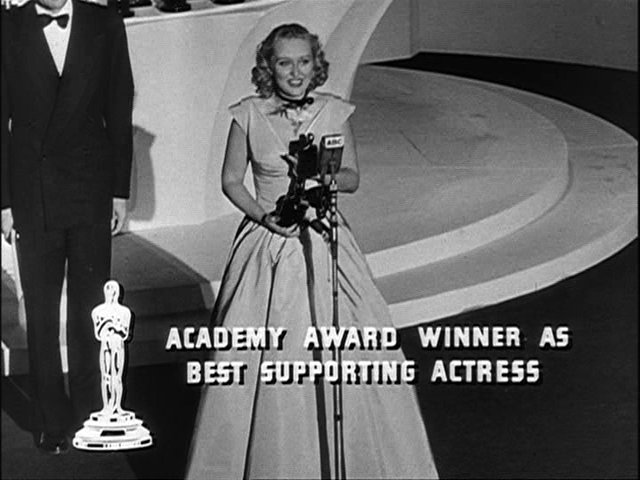
Celeste Holm

| Data            | Nome                 | Profissão                            | Nacionalidade                | Observações | Ref |
| --------------- | -------------------- | ------------------------------------ | ---------------------------- | ----------- | --- |
| 5 de janeiro    | Jane Wyman           | atriz                                | Estados Unidos               | m. 2007     |     |
| 6 de fevereiro  | Zsa Zsa Gábor        | atriz                                | Áustria-Hungria              | m. 2016     |     |
| 11 de fevereiro | Sidney Sheldon       | novelista e roteirista               | Estados Unidos               | m. 2007     |     |
| 11 de março     | Earl Bellamy         | cineasta                             | Estados Unidos               | m. 2003     |     |
| 29 de abril     | Celeste Holm         | atriz                                | Estados Unidos               | m. 2012     |     |
| 26 de maio      | Éva Szörényi         | atriz                                | Áustria-Hungria              | m. 2009     |     |
| 31 de maio      | Jean Rouch           | documentarista e etnólogo            | França                       | m. 2004     |     |
| 5 de junho      | Dean Martin          | ator e cantor                        | Estados Unidos               | m. 1995     |     |
| 18 de junho     | Richard Boone        | ator                                 | Estados Unidos               | m. 1981     |     |
| 30 de junho     | Susan Hayward        | atriz                                | Estados Unidos               | m. 1975     |     |
| 6 de agosto     | Robert Mitchum       | ator                                 | Estados Unidos               | m. 1997     |     |
| 25 de agosto    | Mel Ferrer           | ator                                 | Estados Unidos               | m. 2008     |     |
| 1 de setembro   | Paulo Porto          | ator                                 | Brasil                       | m. 1999     |     |
| 20 de setembro  | Fernando Rey         | ator                                 | Espanha                      | m. 1994     |     |
| 3 de outubro    | Jacinto Ramos        | ator                                 | Portugal                     | m. 2004     |     |
| 7 de outubro    | June Allyson         | atriz                                | Estados Unidos               | m. 2006     |     |
| 20 de outubro   | Jean-Pierre Melville | diretor, roteirista, produtor e ator | França                       | m. 1973     |     |
| 22 de outubro   | Joan Fontaine        | atriz                                | Reino Unido / Estados Unidos | m. 2013     |     |

## Mortes
| Data | Nome | Profissão | Nacionalidade | Observações | Ref |
| ---- | ---- | --------- | ------------- | ----------- | --- |